# Bojan (herb szlachecki)
Bojan – pruski, być może też kaszubski herb szlachecki, według Przemysława Pragerta odmiana herbu Junosza.

## Opis herbu
Opis z wykorzystaniem zasad blazonowania, zaproponowanych przez Alfreda Znamierowskiego:
W polu błękitnym pół barana srebrnego wyskakującego w lewo zza kępy krzewów, na murawie (trójwzgórzu) zielonej. Klejnot: nad hełmem w koronie pół barana wspiętego w lewo jak w godle. Labry błękitne, podbite srebrem.
Herb ten jest bardzo zbliżony (inne barwy, kierunek i klejnot) do Junoszy V.

## Najwcześniejsze wzmianki
Herb wymieniany tylko przez Nowego Siebmachera.

## Herbowni
Bojan w Prusach, a niewykluczone też, że na Kaszubach. 
Bojanom przypisywano też herby Junosza bez odmian, Zadzik-Bojanom herb Korab, zaś rodzinie o spolszczonym na Bojanowski nazwisku herb Junosza III.